# Distretto di İbradı
Il distretto di İbradı (in turco İbradı ilçesi) è uno dei distretti della provincia di Adalia, in Turchia.